# Ouarmini
Ouarmini est une commune rurale située dans le département de Saponé de la province du Bazèga dans la région du Centre-Sud au Burkina Faso.

## Géographie
Le village de Ouarmini est situé à 15 kilomètres au Nord du chef-lieu Saponé et à 2 km au Sud-Est de Bassemyam dans le département voisin de Komsilga sur la route régionale 33.

## Économie
Le village accueille un grand marché local.

## Santé et éducation
Le centre de soins le plus proche d'Ouarmini est le centre médical de Bassemyam dans le département voisin de Komsilga.